# Alexéi Alípov
Alexéi Alexándrovich Alípov –en ruso, Алексей Александрович Алипов– (Moscú, URSS, 7 de agosto de 1975) es un deportista ruso que compite en tiro, en la modalidad de tiro al plato. Es hijo del tirador Alexandr Alípov.
Participó en seis Juegos Olímpicos de Verano, entre los años 2000 y 2020, obteniendo dos medallas, oro en Atenas 2004 y bronce en Pekín 2008, ambas en la prueba de foso. En los Juegos Europeos consiguió tres medallas, oro y plata en Bakú 2015 y bronce en Minsk 2019.
Ganó cinco medallas en el Campeonato Mundial de Tiro entre los años 1999 y 2018, y cinco medallas en el Campeonato Europeo de Tiro entre los años 1996 y 2016.

## Palmarés internacional
| Juegos Olímpicos   | Juegos Olímpicos         | Juegos Olímpicos  | Juegos Olímpicos |
| Año                | Lugar                    | Medalla           | Prueba           |
| ------------------ | ------------------------ | ----------------- | ---------------- |
| 2004               | Atenas (Grecia)          | Medalla de oro    | Foso             |
| 2008               | Pekín (China)            | Medalla de bronce | Foso             |
| Campeonato Mundial |                          |                   |                  |
| Año                | Lugar                    | Medalla           | Prueba           |
| 1999               | Tampere (Finlandia)      | Medalla de plata  | Foso             |
| 2003               | Nicosia (Chipre)         | Medalla de bronce | Foso             |
| 2010               | Múnich (Alemania)        | Medalla de plata  | Foso             |
| 2013               | Lima (Perú)              | Medalla de bronce | Foso             |
| 2018               | Changwon (Corea del Sur) | Medalla de plata  | Foso mixto       |
| Juegos Europeos    |                          |                   |                  |
| Año                | Lugar                    | Medalla           | Prueba           |
| 2015               | Bakú (Azerbaiyán)        | Medalla de oro    | Foso             |
| 2015               | Bakú (Azerbaiyán)        | Medalla de plata  | Foso mixto       |
| 2019               | Minsk (Bielorrusia)      | Medalla de bronce | Foso mixto       |
| Campeonato Europeo |                          |                   |                  |
| Año                | Lugar                    | Medalla           | Prueba           |
| 1996               | Tallin (Estonia)         | Medalla de plata  | Foso             |
| 2000               | Montecatini (Italia)     | Medalla de plata  | Foso             |
| 2001               | Zagreb (Croacia)         | Medalla de oro    | Foso             |
| 2005               | Belgrado (Serbia)        | Medalla de oro    | Foso             |
| 2016               | Lonato (Italia)          | Medalla de oro    | Foso mixto       |